# Liste des souverains de Valachie
La liste des souverains de Valachie, depuis la première mention jusqu'à l'unification avec la Moldavie en 1859. L'affiliation ne représente pas des dynasties, mais plutôt des familles, car la monarchie était élective dans les principautés roumaines de Moldavie et de Valachie, comme en Pologne, Hongrie et Transylvanie voisines. Le souverain (domnitor ou voïvode, hospodar selon les époques et les sources) était élu par (et souvent parmi) les boyards : pour être nommé, régner et se maintenir, il s'appuyait sur les partis de boyards et fréquemment sur les puissances voisines, successivement ou concomitamment polonaise, hongroise, transylvaine, habsbourgeoise, russe et surtout turque, car du XVe siècle et jusqu'en 1859 les deux principautés ont été vassales et tributaires de la « Sublime Porte ».
Le termes de « voïvode » ou « hospodar » ne sont pas des titres de la noblesse roumaine mais désignent des offices, non-transmissibles héréditairement : à l'origine un voïvode était un chef militaire, un hospodar était un seigneur civil.

## Histoire
En Valachie (en roumain : principatul Țării Românești), la souveraineté fut exercée de 1330 à 1859 par un prince valaque (roumain : Domnul Țării Românești, en français voïvode ou hospodar de Valachie) tributaire de l'Empire ottoman depuis 1394. En 1859 elle s'unit à la Moldavie pour devenir la principauté de Roumanie. Après avoir été élu par le sfat domnesc (« conseil princier ») le souverain de Valachie était confirmé par la Sublime Porte, sur ordre du sultan de l'Empire ottoman à Constantinople. Les mœurs et les usages de la noblesse valaque différaient de ceux du peuple. La noblesse valaque était fort nombreuse et se divisait en trois classes assez distinctes, mais aussi fort « poreuses » entre elles au fil des alliances et des aléas de fortune économique ou politique : la « première classe » (rândul crăiesc, littéralement « rang princier ») comptait les familles souveraines, qui avaient régné sur le trône de la principauté (successivement à Curtea de Argeș au XIVe siècle, à Târgoviște au XVe siècle et à Bucarest depuis le XVIIe siècle) ; la « seconde classe » (rândul curtean, littéralement « rang courtisan ») qui, sans avoir régné, occupait néanmoins de hauts rangs et charges, possédait de grands domaines latifundiaires et de grandes richesses, était non seulement exempte de toute contribution mais pouvait en percevoir, et comptait en outre les nouveaux nobles adoubés par les princes ; et la « troisième classe » (rândul moșnean, littéralement « rang terrien »), de loin la plus nombreuse, qui se composait de familles ayant quelques terres, offices et privilèges, qui les exemptaient de certaines taxes ou impôts.

## Liste des souverains

### XIVesiècle
| N°  | Nom                                 | Règne              | Dynastie             | Note |
| --- | ----------------------------------- | ------------------ | -------------------- | --- |
| 1re | Basarab Ier (Basarab Întemeietorul) | 1310-1352 (42 ans) | Famille des Basarabi | Fils de Tihomir, il joue sur les rivalités entre le Hongrie et la Bulgarie pour gagner l'indépendance en 1330 à la bataille de Posada et réunir toute la Valachie ainsi que les bouches du Danube.           |
| 2e  | Nicolae Ier (Nicolae Alexandru)     | 1352-1364 (12 ans) | Famille des Basarabi | Fils de Basarab Ier, il installe la première église métropolitaine à Curtea de Argeș. Il accorde le premier privilège commercial pour la Valachie en faveur des marchands salons de Brașov.                  |
| 3e  | Vladislav Ier (Vlaicu Vodă)         | 1364-1377 (13 ans) | Famille des Basarabi | Fils de Nicolae Ier, il développe l'organisation économique de la principauté, fait la paix avec la Hongrie et entretient de bonnes relations avec les Serbes et les Bulgares.                               |
| 4e  | Radu Ier                            | 1377-1383 (6 ans)  | Famille des Basarabi | Frère de Vladislav Ier, il devient corégent de son frère sans héritier dès 1372. Il lui succède en 1377 et meurt vers 1383. Il continue la politique de son frère et comble de bienfaits l'Église orthodoxe. |
| 5e  | Dan Ier                             | 1383-1386 (3 ans)  | Famille des Dănești  | Fils de Radu Ier, disparait dès 1386 lors d'un combat contre les Bulgares du roi Ivan Shishman et après que son frère Mircea Ier se soit imposé l'année précédente comme corégent.                           |
| 6e  | Mircea Ier (Mircea cel Bătrân)      | 1386-1394 (8 ans)  | Famille des Dănești  | Fils du précédent |
| 7e  | Vlad Ier (Vlad Uzurpatorul)         | 1394-1397 (3 ans)  | Famille des Basarabi | Fils illégitime de Vladislav Ier |

### XVesiècle
| N°  | Nom                             | Règne                     | Dynastie               | Note |
| --- | ------------------------------- | ------------------------- | ---------------------- | --- |
| 8e  | Mircea Ier (Mircea cel Bătrân)  | 1397-1418 (21 ans)        | Famille des Dănești    | Fils du précédent |
| 9e  | Mihail Ier                      | 1418-1420 (2 ans)         | Famille des Basarabi   | Fils du précédent |
| 10e | Dan II                          | 1420-1421 (1 an)          | Famille des Dănești    | Fils de Dan Ier de Valachie |
| 11e | Radu II                         | 1421-1421 (moins d’un an) | Famille des Basarabi   | Fils illégitime de Mircea Ier, il est confronté aux Ottomans qui progressent et doit leur céder les conquêtes de son père, tandis que les bouches du Danube passent à la Moldavie |
| 12e | Dan II                          | 1421-1423 (2 ans)         | Famille des Dănești    | |
| 13e | Radu II                         | 1423-1423 (moins d’un an) | Famille des Basarabi   | Fils illégitime de Mircea Ier, il est confronté aux Ottomans qui progressent et doit leur céder les conquêtes de son père, tandis que les bouches du Danube passent à la Moldavie |
| 14e | Dan II                          | 1423-1424 (1 an)          | Famille des Dănești    | |
| 15e | Radu II                         | 1424-1426 (2 ans)         | Famille des Basarabi   | Fils illégitime de Mircea Ier, il est confronté aux Ottomans qui progressent et doit leur céder les conquêtes de son père, tandis que les bouches du Danube passent à la Moldavie |
| 16e | Dan II                          | 1426-1427 (1 an)          | Famille des Dănești    | |
| 17e | Radu II                         | 1427-1427 (moins d’un an) | Famille des Basarabi   | Fils illégitime de Mircea Ier, il est confronté aux Ottomans qui progressent et doit leur céder les conquêtes de son père, tandis que les bouches du Danube passent à la Moldavie |
| 18e | Dan II                          | 1427-1431 (4 ans)         | Famille des Dănești    | |
| 19e | Alexandru Ier                   | 1431-1436 (5 ans)         | Famille des Basarabi   | Fils illégitime de Mircea Ier l'Ancien |
| 20e | Vlad II (Vlad Dracul)           | 1436-1442 (6 ans)         | Famille des Drăculești | Fils de Mircea Ier l'Ancien |
| 21e | Mircea II (Mircea cel Tânăr)    | 1442-1442 (moins d’un an) | Famille des Drăculești | Fils du précédent |
| 22e | Basarab II (Basarab al II-lea)  | 1442-1443 (1 an)          | Famille des Dănești    | Fils de Dan II |
| 23e | Vlad II (Vlad Dracul)           | 1443-1447 (4 ans)         | Famille des Drăculești | |
| 24e | Vladislav II                    | 1447-1448 (1 an)          | Famille des Dănești    | Fils de Dan II |
| 25e | Vlad III (Vlad Țepeș)           | 1448-1448 (moins d’un an) | Famille des Drăculești | Fils de Vlad II |
| 26e | Vladislav II                    | 1448-1456 (8 ans)         | Famille des Dănești    | |
| 27e | Vlad III (Vlad Țepeș)           | 1456-1462 (6 ans)         | Famille des Drăculești | |
| 28e | Radu III (Radu cel Frumos)      | 1462-1473 (11 ans)        | Famille des Drăculești | Frère de Vlad III |
| 29e | Basarab III (Laiotă cel Bătrân) | 1473-1473 (moins d’un an) | Famille des Dănești    | Fils de Dan II |
| 30e | Radu III (Radu cel Frumos)      | 1473-1474 (1 an)          | Famille des Drăculești | Frère de Vlad III |
| 31e | Basarab III (Laiotă cel Bătrân) | 1474-1474 (moins d’un an) | Famille des Dănești    | Fils de Dan II |
| 32e | Radu III (Radu cel Frumos)      | 1474-1474 (moins d’un an) | Famille des Drăculești | Frère de Vlad III |
| 33e | Basarab III (Laiotă cel Bătrân) | 1474-1474 (moins d’un an) | Famille des Dănești    | Fils de Dan II |
| 34e | Radu III (Radu cel Frumos)      | 1475-1476 (1 an)          | Famille des Drăculești | Frère de Vlad III |
| 35e | Vlad III (Vlad Țepeș)           | 1476-1476 (moins d’un an) | Famille des Drăculești | |
| 36e | Basarab III (Laiotă cel Bătrân) | 1476-1477 (1 an)          | Famille des Dănești    | Fils de Dan II |
| 37e | Basarab IV (Țepeluș cel Tânăr)  | 1477-1481 (4 ans)         | Famille des Dănești    | Fils de Basarab II |
| 38e | Mircea III                      | 1481-1481 (moins d’un an) | Famille des Drăculești | fils de Vlad III |
| 39e | Vlad IV (Călugărul)             | 1481-1481 (moins d’un an) | Famille des Drăculești | Fils illégitime de Vlad II |
| 40e | Basarab IV (Țepeluș cel Tânăr)  | 1481-1482 (1 an)          | Famille des Dănești    | Fils de Basarab II |
| 41e | Vlad IV (Călugărul)             | 1482-1495 (13 ans)        | Famille des Drăculești | Fils illégitime de Vlad II |

### XVIesiècle
| N°  | Nom                               | Règne     | Dynastie               | Note              |
| --- | --------------------------------- | --------- | ---------------------- | ----------------- |
| 42e | Radu IV (Radu cel Mare)           | 1495-1508 | Famille des Drăculești | Fils de Vlad IV   |
| 43e | Mihnea Ier (Mihnea cel Rău)       | 1508-1509 | Famille des Drăculești | Fils de Vlad III  |
| 44e | Mircea IV                         | 1509-1510 | Famille des Drăculești | Fils du précédent |
| 45e | Vlad V (Vlad cel Tânăr)           | 1510-1512 | Famille des Drăculești | Fils de Vlad IV   |
| 46e | Basarab V                         | 1512-1521 | Famille des Craïovești |                   |
| 47e | Teodosie                          | 1521-1521 | Famille des Craïovești |                   |
| 48e | Vlad VI                           | 1521-1521 | Famille des Drăculești |                   |
| 49e | Teodosie                          | 1521-1521 | Famille des Craïovești |                   |
| 50e | Radu V                            | 1522-1523 | Famille des Drăculești |                   |
| 51e | Vladislav III                     | 1523-1523 | Famille des Dănești    |                   |
| 52e | Radu VI                           | 1523-1524 | Famille des Drăculești |                   |
| 53e | Radu V                            | 1524-1524 | Famille des Drăculești |                   |
| 54e | Vladislav III                     | 1524-1524 | Famille des Dănești    |                   |
| 55e | Radu V                            | 1524-1525 | Famille des Drăculești |                   |
| 56e | Vladislav III                     | 1525-1525 | Famille des Dănești    |                   |
| 57e | Radu V                            | 1525-1529 | Famille des Drăculești |                   |
| 58e | Basarab VI                        | 1529-1529 | Famille des Dănești    |                   |
| 59e | Moïse Ier                         | 1529-1530 | Famille des Dănești    |                   |
| 60e | Vlad VII (Înecatul)               | 1530-1532 | Famille des Drăculești |                   |
| 61e | Vlad VIII (Vintilă de la Slatina) | 1532-1534 | Famille des Drăculești |                   |
| 62e | Radu VII                          | 1534-1534 | Famille des Drăculești |                   |
| 63e | Vlad VIII (Vintilă de la Slatina) | 1534-1535 | Famille des Drăculești |                   |
| 64e | Radu VII                          | 1535-1545 | Famille des Drăculești |                   |
| 65e | Mircea V (Ciobanul)               | 1545-1552 | Famille des Drăculești |                   |
| 66e | Radu VIII (Ilias Haidăul)         | 1552-1553 | Famille des Drăculești |                   |
| 67e | Mircea V (Ciobanul)               | 1553-1554 | Famille des Drăculești |                   |
| 68e | Pătrașcu                          | 1554-1557 | Famille des Drăculești |                   |
| 69e | Mircea V (Ciobanul)               | 1557-1559 | Famille des Drăculești |                   |
| 70e | Petru Ier (Petru cel Tânăr)       | 1559-1568 | Famille des Drăculești |                   |
| 71e | Alexandru II                      | 1568-1574 | Famille des Drăculești |                   |
| 72e | Vintilă                           | 1574-1574 | Famille des Drăculești |                   |
| 73e | Alexandru II                      | 1574-1577 | Famille des Drăculești |                   |
| 74e | Mihnea II                         | 1577-1583 | Famille des Drăculești |                   |
| 75e | Petru II                          | 1583-1585 | Famille des Drăculești |                   |
| 76e | Mihnea II                         | 1585-1591 | Famille des Drăculești |                   |
| 77e | Ștefan Ier                        | 1591-1592 | Famille des Mușatini   |                   |
| 78e | Alexandru III                     | 1592-1593 | Famille des Mușatini   |                   |

### XVIIesiècle
| N° | Nom                       | Règne     | Dynastie                 | Note |
| --- | ------------------------- | --------- | ------------------------ | ---- |
| 79e | Mihai Ier (Mihai Viteazu) | 1593-1599 | Famille des Drăculești   |      |
| 80e | Nicolae II (Pătrașcu)     | 1599-1600 | Famille des Drăculești   |      |
| 1600-1601 Mihai Ier Pătrașcu-Basarab règne pour quelques mois dans les trois principautés de Valachie, Transylvanie et Moldavie |                           |           |                          |      |
| 81e | Simion Ier                | 1600-1601 | Famille des Movilești    |      |
| 82e | Radu IX                   | 1601-1602 | Famille des Drăculești   |      |
| 83e | Simion Ier                | 1602-1602 | Famille des Movilești    |      |
| 84e | Radu X                    | 1602-1610 | Famille des Craïovești   |      |
| 1610-1611 : occupation transylvaine                                                                                             |                           |           |                          |      |
| 85e | Radu IX                   | 1611-1611 | Famille des Drăculești   |      |
| 86e | Radu X                    | 1611-1611 | Famille des Craïovești   |      |
| 87e | Radu IX                   | 1611-1616 | Famille des Drăculești   |      |
| 88e | Gabriel Ier               | 1616-1616 | Famille des Movilești    |      |
| 89e | Alexandru IV              | 1616-1618 | Famille des Mușatini     |      |
| 90e | Gabriel Ier               | 1618-1620 | Famille des Movilești    |      |
| 91e | Radu IX                   | 1620-1623 | Famille des Drăculești   |      |
| 92e | Alexandru V               | 1623-1627 | Famille des Drăculești   |      |
| 93e | Alexandru IV              | 1627-1629 | Famille des Mușatini     |      |
| 94e | Leon Ier                  | 1629-1632 |                          |      |
| 95e | Radu XI Iliaș             | 1632      | Famille des Mușatini     |      |
| 96e | Matei Ier                 | 1632-1654 | Famille des Craïovești   |      |
| 97e | Constantin Ier            | 1654-1658 | Famille des Craïovești   |      |
| 98e | Mihnea III                | 1658-1659 | Drăculești               |      |
| 99e | Gheorghe Ier              | 1659-1660 | Famille des Ghica        |      |
| 100e | Grigore Ier               | 1660-1664 | Famille des Ghica        |      |
| 101e | Radu XII                  | 1664-1669 |                          |      |
| 102e | Antonie Ier               |           |                          |      |
| 103e | Grigore Ier               | 1672-1673 | Famille des Ghica        |      |
| 104e | Gheorghe II               | 1673-1678 | Famille Duca             |      |
| 105e | Șerban Ier                | 1678-1688 | Famille des Cantacuzènes |      |

### XVIIIesiècle
| N°                                                          | Nom                 | Règne     | Dynastie                 | Note |
| ----------------------------------------------------------- | ------------------- | --------- | ------------------------ | ---- |
| 106e                                                        | Constantin II       | 1688-1714 | Famille des Craïovești   |      |
| 107e                                                        | Ștefan II           | 1714-1715 | Famille des Cantacuzènes |      |
| 1715 à 1821 : Période phanariote                            |                     |           |                          |      |
| 108e                                                        | Nicolae III         | 1715-1716 | Famille des Mavrocordat  |      |
| 109e                                                        | Ioan Ier            | 1716-1719 | Famille des Mavrocordat  |      |
| 110e                                                        | Nicolae III         | 1719-1730 | Famille des Mavrocordat  |      |
| 111e                                                        | Constantin III      | 1730-1730 | Famille des Mavrocordat  |      |
| 112e                                                        | Mihai III           | 1730-1731 | Famille des Racoviță     |      |
| 113e                                                        | Constantin III      | 1731-1733 | Famille des Mavrocordat  |      |
| 114e                                                        | Grigore II          | 1733-1735 | Famille des Ghica        |      |
| 115e                                                        | Constantin III      | 1735-1741 | Famille des Mavrocordat  |      |
| 116e                                                        | Mihai III           | 1741-1744 | Famille des Racoviță     |      |
| 117e                                                        | Constantin III      | 1744-1748 | Famille des Mavrocordat  |      |
| 118e                                                        | Grigore II          | 1748-1752 | Famille des Ghica        |      |
| 119e                                                        | Matei II            | 1752-1753 | Famille des Ghica        |      |
| 120e                                                        | Constantin IV       | 1753-1756 | Famille des Racoviță     |      |
| 121e                                                        | Constantin III      | 1756-1758 | Famille des Mavrocordat  |      |
| 122e                                                        | Scarlat Ier         | 1758-1761 | Famille des Ghica        |      |
| 123e                                                        | Constantin III      | 1761-1763 | Famille des Mavrocordat  |      |
| 124e                                                        | Constantin IV       | 1763-1764 | Famille des Racoviță     |      |
| 125e                                                        | Ștefan III          | 1764-1765 | Famille des Racoviță     |      |
| 126e                                                        | Scarlat Ier         | 1765-1766 | Famille des Ghica        |      |
| 127e                                                        | Alexandru VI        | 1766-1768 | Famille des Ghica        |      |
| 128e                                                        | Grigore III         | 1768-1769 | Famille des Ghica        |      |
| Occupation russe durant la Guerre russo-turque de 1768-1774 |                     |           |                          |      |
| 129e                                                        | Emanuel Giani Ruset | 1770-1771 | Famille des Rosetti      |      |
| 130e                                                        | Alexandru VII       | 1771-1782 | Famille des Ipsilanti    |      |
| 131e                                                        | Nicolae IV          | 1782-1783 | Famille des Caragea      |      |
| 132e                                                        | Mihai Ier           | 1783-1786 | Famille des Șuțu         |      |
| 133e                                                        | Nicolae V           | 1786-1790 |                          |      |
| 134e                                                        | Mihai Ier Suțu      | 1791-1792 | Famille des Șuțu         |      |
| 135e                                                        | Alexandru VIII      | 1793-1796 | Famille des Moruzi       |      |
| 136e                                                        | Alexandru VII       | 1796-1797 | Famille des Ipsilanti    |      |
| 137e                                                        | Constantin V        | 1797-1799 | Famille des Hangerli     |      |

### XIXesiècle
| N° | Nom                       | Règne     | Dynastie               | Note |
| --- | ------------------------- | --------- | ---------------------- | ---- |
| 138e | Alexandru VIII            | 1799-1801 | Famille des Moruzi     |      |
| 139e | Mihai Ier                 | 1801-1802 | Famille des Șuțu       |      |
| 140e | Constantin VI             | 1802-1806 | Famille des Ipsilanti  |      |
| 141e | Alexandru IX              | 1806-1806 | Famille des Șuțu       |      |
| Occupation russe durant la Guerre russo-turque de 1806-1812                                                  |                           |           |                        |      |
| 142e | Constantin VI             | 1806-1812 | Famille des Ipsilanti  |      |
| 143e | Ioan Gheorghe             | 1812-1818 | Famille des Caragea    |      |
| 144e | Alexandru IX              | 1818-1821 | Famille des Șuțu       |      |
| Révolution de 1821 menée en Valachie par Tudor Vladimirescu                                                  |                           |           |                        |      |
| 145e | Tudor Vladimirescu        | 1821-1821 |                        |      |
| 146e | Scarlat II                | 1821-1821 | Famille des Callimachi |      |
| 147e | Stefan Vogoridès Caïmacam | 1821-1822 |                        |      |
| 148e | Grigore IV                | 1822-1828 | Famille des Ghica      |      |
| Protectorat russe (1828-1834) à la suite de la guerre russo-turque de 1828-1829 ; Paul Kisseleff, gouverneur |                           |           |                        |      |
| 149e | Alexandru X               | 1834-1842 | Famille des Ghica      |      |
| 150e | Gheorghe III              | 1842-1848 | Famille des Bibești    |      |
| Gouvernement révolutionnaire provisoire durant la Révolution de 1848 (14 juin-28 juillet 1848)               |                           |           |                        |      |
| 151e | Constantin                | 1848-1849 | Cantacuzènes           |      |
| 152e | Barbu Démètre Știrbei     | 1849-1853 | Famille des Bibești    |      |
| Occupation russe (1853-1854, à la veille de la Guerre de Crimée)                                             |                           |           |                        |      |
| 153e | Barbu Démètre Știrbei     | 1854-1856 | Famille des Bibești    |      |
| 154e | Alexandru X Ghica         | 1856-1858 | Famille des Ghica      |      |
| 1859 - Union avec la Moldavie, voir vieux Royaume                                                            |                           |           |                        |      |
| 155e | Alexandru Ier Cuza        | 1859-1866 | Famille Cuza           |      |
| 1866 - La Valachie devient à part entière membre du Royaume de Roumanie                                      |                           |           |                        |      |

## Arbre généalogique simplifié
- Basarab Ier (fondateur de la dynastie Basarabi)
  -  Nicolae Ier
    -  Vladislav Ier
      -  Vlad Ier

    -  Radu Ier
      -  Dan Ier (fondateur de la dynastie Dănești)
        -  Dan II
          -  Basarab II
            -  Basarab IV
              -  Basarab V
                -  Teodosie
                -  Basarab VI
                - Stana Basarab
                  - Ioan II
                    -  Ștefan Ier

          -  Vladislav II
            - Vladislav Dan
              -  Vladislav III
                -  Moïse

          -  Basarab III

      -  Mircea Ier
        -  Mihail Ier
        -  Radu II
        -  Alexandru Ier
        -  Vlad II (fondateur de la dynastie Drăculești)
          -  Mircea II
          -  Vlad III
            -  Mircea III
            -  Mihnea Ier
              -  Mircea IV
                -  Alexandru II
                  -  Mihnea II
                    -  Radu IX
                      -  Alexandru V
                      -  Mihnea III

          -  Radu III
          -  Vlad IV
            -  Radu IV
              -  Radu V
                -  Radu VIII

              -  Radu VI
              -  Vlad VIII
              -  Radu VII
                -  Pătrașcu
                  -  Vintilă
                  -  Petru II

              -  Mircea V
                -  Petru Ier

            -  Vlad V
              -  Vlad VI
              -  Vlad VII

## Note
1. ↑  Le candidat au trône devait ensuite "amortir ses investissements" par sa part sur les taxes et impôts, verser en outre le tribut aux Ottomans, payer ses mercenaires et s'enrichir néanmoins. Pour cela, un règne d'un semestre au moins était nécessaire, mais la "concurrence" était rude, certains princes ne parvenaient pas à se maintenir assez longtemps sur le trône, et devaient ré-essayer. Cela explique le "jeu des chaises musicales" sur les trônes, la brièveté de beaucoup de règnes, les règnes interrompus et repris, et parfois les règnes à plusieurs (co-princes). Quant au gouvernement, il était assuré par les ministres et par le Sfat domnesc (conseil des boyards). Selon l'historien Mircea Petrescu-Dîmbovița (Istoria Românilor - « Histoire des Roumains », vol. 1 : Moștenirea timpurilor îndepărtate - « L'héritage des temps anciens », éd. Enciclopedică, Bucarest 2001, 865 p.,  (ISBN 9789734503810) ou  (ISBN 9734503812)) le souverain des principautés roumaines, états orthodoxes, n'était pas oint ni « sacré » comme les souverains catholiques héréditaires d'Occident et, étant choisi par des hommes, ses pairs, ne régnait pas à vie « au nom et par la volonté » de Dieu, mais était aspergé et « béni » comme les empereurs byzantins pour gouverner durant une période limitée (en moyenne, deux ans, à de rares exceptions près) en tant que « servant / esclave » de Dieu (« ϱѡбȣ лȣ Дȣмнєѕєȣ »).
Concernant le tribut aux Turcs, la vassalité des principautés roumaines envers l'Empire ottoman ne signifie pas, comme le montrent par erreur beaucoup de cartes historiques, qu'elles soient devenues des provinces turques et des pays musulmans. Seuls quelques petits territoires moldaves et valaques sont devenus ottomans : en 1422 la Dobrogée au sud des bouches du Danube, en 1484 la Bessarabie alors dénommée Boudjak, au nord des bouches du Danube (ce nom ne désignait alors que les rives du Danube et de la mer Noire), en 1538 les rayas de Brăila alors dénommée Ibrahil et de Tighina alors dénommée Bender, et en 1713 la raya de Hotin. Le reste des principautés de Valachie et Moldavie (y compris la Moldavie entre Dniestr et Prut qui sera appelée Bessarabie en 1812, lors de l'annexion russe) ont conservé leurs propres lois, leur religion orthodoxe, leurs boyards, princes, ministres, armées et autonomie politique (au point de se dresser plus d'une fois contre le Sultan ottoman). Les erreurs cartographiques et historiques sont dues à l'ignorance ou à des simplifications réductrices. Voir Gilles Veinstein et Mihnea Berindei : L'Empire ottoman et les pays roumains, EHESS, Paris, 1987.
2. ↑  (en) Jean W. Sedlar, op.cit. .